# سيلينا شارما
سيلينا شارما (بالإنجليزية: Selina Sharma)‏ هي عالمة موسيقى هندية، ولدت في 6 يناير 1970.